# Aiken Seiff
Aiken Seiff (* 1976) ist ein deutscher, ehemaliger Footballspieler.

## Laufbahn
Seiff wechselte 2001 innerhalb der GFL von den Munich Cowboys zu den Hamburg Blue Devils. Der auf der Position Wide Receiver eingesetzte Seiff, dessen Bruder Jan ebenfalls in Hamburg spielte, blieb bis 2005 bei den Hanseaten. 2001, 2002 und 2003 gewann er mit Hamburg die deutsche Meisterschaft. Teilweise wurde er auch als Quarterback eingesetzt. Seiff wurde beruflich als Flugkapitän tätig.